# Washington Barcala
Washington Barcala (Montevideo, 3. srpnja 1920. – Madrid, 8. prosinca 1993.) bio je urugvajski slikar. 

## Životopis
Studij je započeo u Likovnom krugu pod vodstvom Guillerma Labordea između 1938. i 1941. godine. Zatim je 1942. sudjelovao u radionici Joaquína Torresa Garcíje. Osnivač je skupine Sáez 1949. godine s Manuelom Espínolom Gómezom, Luisom Albertom Solarijem i Juanom Ventayolom. Godine 1960. predstavljao je Urugvaj na Venecijanskom bijenalu. 
Godine 1974. preselio se u Madrid, gdje je nastavio razvijati svoju tehniku i izlagati u više navrata u toj zemlji.

## Nagrade i priznanja
- Velika nagrada. Dvorana plastičnih umjetnosti (Mine, 1960.)
- Nacionalni salon umjetnosti iz plastike (1942.) Za ispred staze
- Nacionalna dvorana plastičnih umjetnosti (1941.) autor S krova
- Nacionalna dvorana plastičnih umjetnosti (1940.) Atardecera
- Nacionalni salon umjetnosti iz plastike (1939.) za Anochecer en el Central

## Vanjske poveznice
- Službena stranica  Arhivirana inačica izvorne stranice od 7. kolovoza 2020. (Wayback Machine)
- Dokumentarni film o Washington Barcali Katoličkog sveučilišta u Urugvaju